# Love (revista)
Love (estilizado em letras maiúsculas) é uma revista de moda britânica bienal fundada em 2009 pela estilista e jornalista Katie Grand. Ela se juntou à editora da revista Condé Nast, vinda do pioneiro título de moda britânico Pop, com a missão de lançar um título de moda ousado e fotográfico com o objetivo de ampliar o público da empresa. Em 2012, Lulu Kennedy, fundadora da Fashion East, juntou-se à equipe da Grand como editora-geral e Alexander Fury foi nomeado editor. Suzanne Weinstock, da Escola de Jornalismo da Universidade de Columbia, descreveu a revista desta forma em 2010:
Apesar das páginas brilhantes, a revista tem uma aparência crua. A fotografia em preto e branco predomina, e a maioria das fotografias coloridas tem uma paleta opaca, como se as imagens tivessem envelhecido e desbotado. Algumas imagens são claramente fotografias de moda; outras são mais como inventive snapshots. A nudez é abundante em muitos estilos, desde o pornográfico até o artístico de tirar o fôlego.
A primeira capa, em 2009, apresentou a cantora e compositora americana Beth Ditto nua. Capas posteriores apresentaram Madonna, Cher, Kate Moss, Miley Cyrus, Lea T, Justin Bieber, Hiroshi Tanahashi, Maria Kanellis-Bennett e até (na décima edição) Minnie Mouse.
Grand deixou a revista em setembro de 2020. Ela foi substituída por Whembley Sewell, que anunciou planos de transferir a revista para os Estados Unidos.